# Kurt Wallander
Kurt Wallander – postać fikcyjna, prowincjonalny policjant śledczy z Ystad, główny bohater szwedzkiej serii powieści kryminalnych Henninga Mankella oraz ich kilku adaptacji filmowych.

## Rys postaci

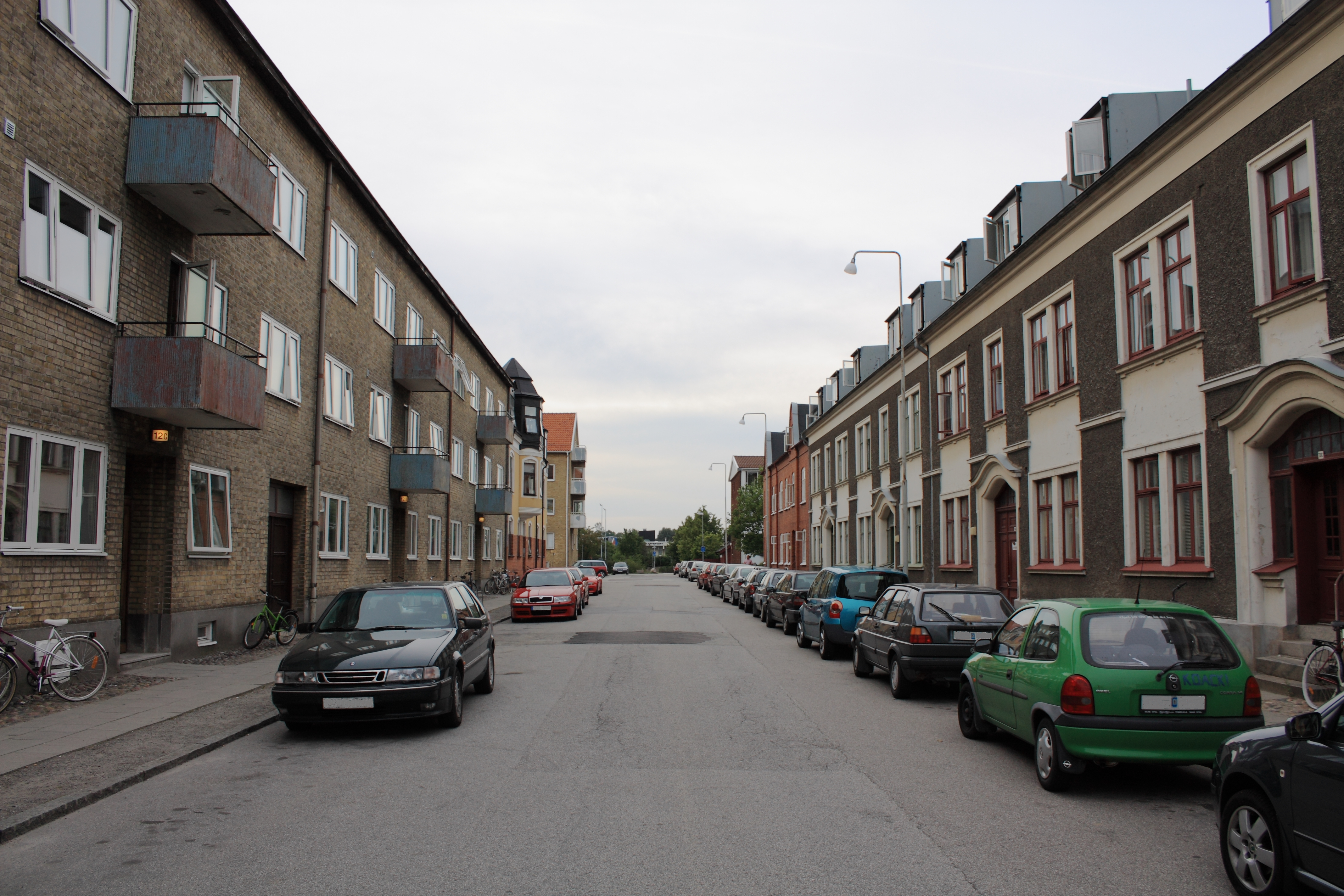
Mariagatan w Ystad

Urodził się 30 stycznia 1948 roku. W 1967 roku wstąpił do akademii policyjnej.
Mieszka sam, przy ulicy Mariagatan w Ystad, w Szwecji. Z byłą żoną Moną ma córkę Lindę, urodzoną w 1971 roku. Z usposobienia jest melancholikiem, nie ma wielu przyjaciół, większość czasu poświęca pracy. Jego życiowe motto stanowią słowa biblijnego Koheleta: Jest czas rodzenia i czas umierania. Komisarz obrał sobie to zdanie jako "prywatne zaklęcie", po tym gdy został pchnięty nożem na początku swojej kariery zawodowej. Matka Wallandera zmarła, jego stosunki z ojcem są skomplikowane, pełne napięć (między innymi z tego powodu, że ojciec nigdy nie zaakceptował wyboru policyjnej kariery syna).
Wallander to bohater dynamiczny. Mankell tak charakteryzuje szwedzkiego policjanta:

Jedną ze szczególnych cech Wallandera jest to, że stale się zmienia. W ten sposób różni się od wielu tzw. bohaterów, którzy są identyczni na pierwszej i na tysięcznej stronie książki. Ja takich książek nie lubię. Interesują mnie osoby, które się zmieniają. Nikt z nas nie będzie jutro taki sam.

Kurt przechodzi kryzys wieku średniego, ma kłopoty ze zdrowiem (śmieciowe jedzenie > nadwaga  > cukrzyca), po zabiciu człowieka w obronie własnej podczas akcji popada w alkoholizm i depresję. Zdecydowany jest nawet – po 25 latach – rzucić pracę w policji, wraca jednak po dwóch latach kryzysu psychicznego. Zmienia się też jego życie uczuciowe. Tuż po rozwodzie tęskni do żony, licząc na jej powrót. Później zaleca się nieporadnie i bez powodzenia do prokurator Anette Brolin. Podczas  śledztwa na Łotwie (Psy z Rygi) poznaje wdowę po policjancie, Baibę Liepę, w której zakochuje się z wzajemnością. Prowadzi z nią długą korespondencję i ma nadzieję na trwały związek. Okazuje się, że jego nadzieje są płonne.

## Powieści z Kurtem Wallanderem
Henning Mankell uczynił Wallandera protagonistą dziesięciu policyjnych powieści:
- 1991: Morderca bez twarzy (Mördare utan ansikte, polskie wydanie 2004)
- 1992: Psy z Rygi (Hundarna i Riga, polskie wydanie 2006)
- 1993: Biała lwica (Den vita lejoninnan, polskie wydanie 2005)
- 1994: Mężczyzna, który się uśmiechał (Mannen som log, polskie wydanie 2007)
- 1995: Fałszywy trop (Villospår, polskie wydanie 2002)
- 1996: Piąta kobieta (Den femte kvinnan, polskie wydanie 2005)
- 1997: O krok (Steget efter, polskie wydanie 2006)
- 1998: Zapora (Brandvägg, polskie wydanie 2008)
- 2009: Niespokojny człowiek (Den orolige mannen, polskie wydanie 2010)
- 2013: Ręka (Handen, polskie wydanie 2013)[6] Oryginalne wydanie niderlandzkie 2004.

oraz tomu opowiadań Piramida z 1999 (w Polsce wydane w trzech tomach w 2011: Cios/Szczelina, Mężczyzna na plaży/Śmierć fotografa i Piramida, a potem w jednym tomie jako Piramida).
Ponadto Linda Wallander, córka komisarza, pojawiająca się w powieściach z tego cyklu, jest główną bohaterką wydanej w 2002 r. książki pt. Innan frosten (Nim nadejdzie mróz, 2012). Kurt Wallander pojawia się tu jako postać drugoplanowa.

## Kurt Wallander w filmach
W rolę Wallandera wcieliło się dotąd sześciu aktorów:
- Krister Henriksson w 26-odcinkowym szwedzkim serialu telewizyjnym Wallander nakręconym w latach 2005–2009, emitowanym w Polsce po raz pierwszy w latach 2008–2009 w głównym kanale Polsatu (pierwszy odcinek wyemitowano 24 lutego 2008)[8]
- Rolf Lassgård w 10-odcinkowej serii filmów telewizyjnych Wallander nakręconej w latach 1994–2007; w tej serii również Gustaf Skarsgård jako młody Kurt Wallander w odcinku pt. Pyramiden
- Kenneth Branagh w brytyjskiej serii filmów Wallander, której produkcja rozpoczęła się w 2008 r.
- Lennart Jähkel w szwedzkim 8-odcinkowym serialu telewizyjnym pt. Talismanen zrealizowanym w 2003 r.
- Adam Pålsson w brytyjskim 6-odcinkowym serialu pt. Młody Wallander (emisja pierwszego odcinka 3 września 2020 r. na platformie Netflix).